# Kabinett Andreotti III
Das italienische Kabinett Andreotti III wurde am 29. Juli 1976 durch Ministerpräsident Giulio Andreotti gebildet und bestand  bis zum 10. März 1978. Es löste das fünfte Kabinett Moro ab und wurde vom vierten Kabinett Andreotti gefolgt.

## Kabinett

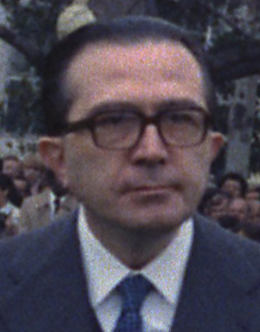
Giulio Andreotti (1973)

Dem Kabinett gehörten folgende Minister an:
| Amt                                                              | Name                                            | Parlamentsmandat                            | Anmerkungen |
| ---------------------------------------------------------------- | ----------------------------------------------- | ------------------------------------------- | --- |
| Ministerpräsident                                                | Giulio Andreotti                                | Camera dei deputati                         | |
| Minister ohne Geschäftsbereich für Sondermaßnahmen in Süditalien | Ciriaco De Mita                                 | Camera dei deputati                         | |
| Außenminister                                                    | Arnaldo Forlani                                 | Camera dei deputati                         | |
| Innenminister                                                    | Francesco Cossiga                               | Camera dei deputati                         | |
| Justizminister                                                   | Francesco Paolo Bonifacio                       | Senato della Repubblica                     | |
| Minister für den Haushalt und Wirtschaftsplanung                 | Tommaso Morlino                                 | Senato della Repubblica                     | zugleich verantwortlicher Minister für die Regionen |
| Finanzminister                                                   | Filippo Maria Pandolfi                          | Camera dei deputati                         | |
| Schatzminister                                                   | Gaetano Stammati                                | Senato della Repubblica                     | |
| Verteidigungsminister                                            | Vito Lattanzio Attilio Ruffini                  | Camera dei deputati                         | Lattanzio: Amtszeit 29. Juli 1976 bis 17. September 1977, danach Verkehrsminister Ruffini: Amtszeit 18. September 1977 bis 10. März 1978, zuvor Verkehrsminister                                                                                          |
| Minister für öffentlichen Unterricht                             | Franco Maria Malfatti                           | Camera dei deputati                         | |
| Minister für öffentliche Arbeiten                                | Antonino Gullotti                               | Camera dei deputati                         | |
| Minister für Landwirtschaft und Forsten                          | Giovanni Marcora                                | Senato della Repubblica                     | |
| Verkehrsminister                                                 | Attilio Ruffini Vito Lattanzio                  | Camera dei deputati                         | Ruffini: Amtszeit 29. Juli 1976 bis 17. September 1977, danach Verteidigungsminister Lattanzio: Amtszeit 18. September 1977 bis 10. März 1978, zuvor Verteidigungsminister                                                                                |
| Minister für Post und Telekommunikation                          | Vittorino Colombo                               | Senato della Repubblica                     | |
| Minister für Industrie, Handel und Handwerk                      | Carlo Donat-Cattin                              | Camera dei deputati                         | |
| Ministerin für Arbeit und Sozialversicherung                     | Tina Anselmi                                    | Camera dei deputati                         | |
| Außenhandelsminister                                             | Rinaldo Ossola                                  |                                             | |
| Minister für die Handelsmarine                                   | Francesco Fabbri Attilio Ruffini Vito Lattanzio | Senato della Repubblica Camera dei deputati | Fabbri: Amtszeit 29. Juli 1976 bis 20. Januar 1977 Ruffini: kommissarische Amtsführung 21. Januar bis 17. September 1977, zugleich Verkehrsminister Lattanzio: kommissarische Amtsführung 18. September 1977 bis 10. März 1978, zugleich Verkehrsminister |
| Minister für staatliche Beteiligungen                            | Antonio Bisaglia                                | Camera dei deputati                         | |
| Gesundheitsminister                                              | Luciano Dal Falco                               | Senato della Repubblica                     | |
| Minister für Tourismus und Veranstaltungen                       | Dario Antoniozzi                                | Camera dei deputati                         | |
| Minister für kulturelles Erbe und Umwelt                         | Mario Pedini                                    | Senato della Repubblica                     | zugleich verantwortlicher Minister für die Koordinierung der wissenschaftlichen Forschung und Technologie |